# Étoile variable de type R Coronae Borealis

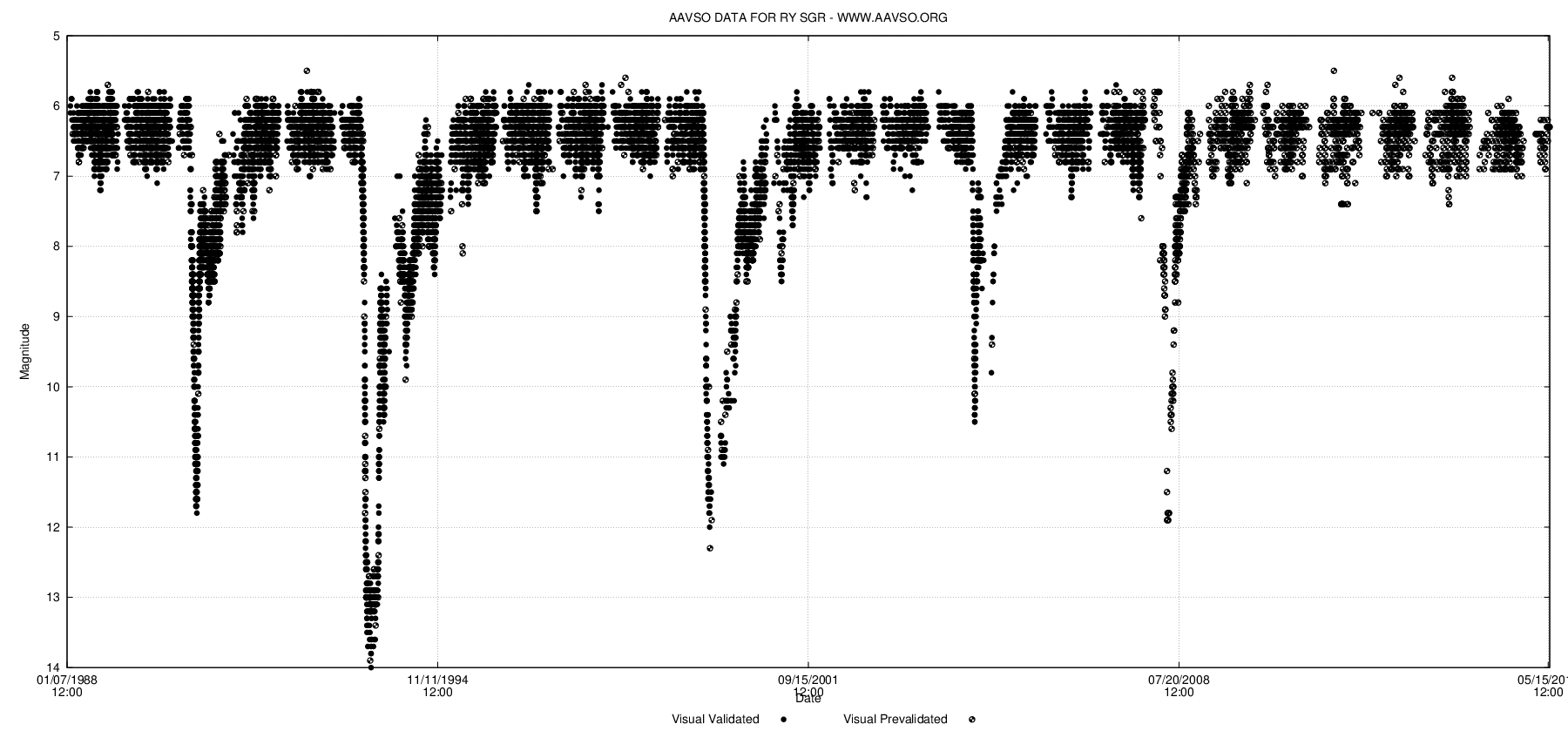
Courbe de lumière visuelle pour RY Sagittarii de 1988 à 2015, montrant un comportement classique pour ce type d'étoiles variables.

Les étoiles de type R Coronae Borealis (RCB) sont une classe d'étoiles variables.
Il s'agit d'une classe d'étoiles variables très spectaculaires : elles présentent, en effet, la particularité de chuter brusquement d'éclat sans périodicité apparente avec une amplitude pouvant atteindre 8 magnitudes. L'étoile prototype de ces étoiles variables est l'étoile R de la constellation de la Couronne boréale (R CrB). En 1795, l'astronome amateur Edward Pigott remarqua que cette étoile de magnitude 6 disparut subitement puis retrouva doucement son éclat quelques mois plus tard.
Elles correspondent à des étoiles super-géantes F ou G qui sont pauvres en hydrogène, mais riche en éléments lourds tels que le carbone et l'azote. Ce sont donc des étoiles en fin de vie qui connaissent des phases de chutes soudaines de luminosité apparente (entre 3 et 6 magnitudes (jusqu'à 8) en 50 à 100 jours) suivies d'augmentations lentes jusqu'à leur brillance d'origine, avec des intervalles irréguliers entre chacune de ces variations (de l'ordre de quelques années). À cela se superposent aussi des variations semi-régulières de luminosité beaucoup plus faibles, d'environ 0.1 magnitude, qui peuvent être dues à une pulsation intrinsèque de l'étoile.
Il semble maintenant acquis que ces chutes soudaines de luminosité sont dues à des poussières de carbone formées par ces étoiles. Lorsque ces nuages de poussières se trouvent sur la ligne de visée, ce qui arrive aléatoirement, ils obscurcissent l'étoile.